# Hanseniella angulosa
Hanseniella angulosa är en mångfotingart som beskrevs av Hansen. Hanseniella angulosa ingår i släktet syddvärgfotingar, och familjen snabbdvärgfotingar. Inga underarter finns listade i Catalogue of Life.